# Myriopteris lindheimeri
Myriopteris lindheimeri är en kantbräkenväxtart som först beskrevs av William Jackson Hooker, och fick sitt nu gällande namn av John Smith. Myriopteris lindheimeri ingår i släktet Myriopteris och familjen Pteridaceae. Inga underarter finns listade.